# Права ЛГБТ+ особа у Јерменији
ЛГБТ+ особе у Јерменији сусрећу се са правним и друштвеним изазовима које други грађани не доживљавају, делимично због непостојања закона који забрањују дискриминацију на основу сексуалне оријентације и родног идентитета, а делом и због преовлађујућих негативних ставова о ЛГБТ+ особама широм друштва.
Хомосексуалност је легализована у Јерменији од 2003. године. Међутим, упркос њеној декриминализацији, ситуација локалних лезбејки, гејева, бисексуалних и трансродних (ЛГБТ) грађана није се суштински променила. Многи ЛГБТ Јермени се плаше да ће бити друштвено изопштени од стране својих пријатеља и породица, због чега своју сексуалну оријентацију или родни идентитет чувају у тајности, осим за неколико чланова породице и пријатеља.
Хомосексуалност остаје табу тема у многим деловима јерменског друштва. У студији из 2012. године, 55% дописника на јерменском је изјавило да би прекинули везу са пријатељем или рођаком ако би се изјаснио као геј. Штавише, ова студија је открила да 70% Јермена сматра да су ЛГБТ особе „чудне“. Штавише, не постоји правна заштита за ЛГБТ особе чија се људска права често крше. Јерменија је рангирана на 47. месту од 49 европских земаља по правима ЛГБТ особа, а Русија и суседни Азербејџан заузимају 48. односно 49. позицију.
Многе ЛГБТ особе кажу да се плаше насиља на свом радном месту или од стране породице, те стога не подносе жалбе због кршења људских права или кривичних дела. Дакле, пријављени инциденти дискриминације, узнемиравања или злочина из мржње вероватно потцењују њихову праву стопу.
Јерменија је 2011. године у Уједињеним нацијама потписала „заједничку изјаву о окончању аката насиља и повезаних кршења људских права на основу сексуалне оријентације и родног идентитета“, осуђујући насиље и дискриминацију ЛГБТ особа. Министарство правде је 3. јула 2017. саопштило да ће бити признати истополни бракови склопљени у иностранству. Међутим, до 2022. године такво признање још није документовано.